# Trichoncus steppensis
Trichoncus steppensis är en spindelart som beskrevs av Kirill Yeskov 1995. Trichoncus steppensis ingår i släktet Trichoncus och familjen täckvävarspindlar.
Artens utbredningsområde är Kazakstan. Inga underarter finns listade i Catalogue of Life.